# Vee Speers
Vee Speers, född 1962 i Newcastle, New South Wales, är en australisk konstfotograf bosatt i Paris.
Speers har studerat konst och fotografi i Brisbane och arbetade under 1980-talet som stillbildsfotograf för ABC Television i Sydney. Hon assisterade modefotgrafer i Paris innan hon på heltid började ägna sig åt sitt eget konstfoto. 2005 slog Speers sedan igenom med bildserien ”Bordello” som bestod av kvinnoporträtt inspirerade av 1920-talets Parisdekadens. Bildserien ”The birthday party” visades första gången 2007 och har även ställts ut på Fotografiska i Stockholm. I den presenterar hon teatrala fotografier av utklädda barn, ofta med mask, på väg till ett imaginärt födelsedagskalas.Hennes verk har publicerats på framsidan av Photo International, Images Magazine, The British Journal of Photography och The Sunday Times (UK) med flera.
De måleriska porträtten, det dramatiska anslaget och den unika färgsättningen anses vara kännetecken för Vee Speers verk. 